# Caroline Møller
Caroline-Sophie Møller Hansen (Hobro, 19 dicembre 1998) è una calciatrice danese, attaccante del Real Madrid e della nazionale danese.

## Carriera

### Club
Nata a fine 1998, ha iniziato a giocare a calcio con l'Hobro, passando poi nel 2013, a 15 anni, allo Skovbakken, con cui ha giocato per una stagione in prima squadra.
Trasferitasi per un anno negli Stati Uniti, alla IMG Academy di Bradenton, in Florida, ha fatto ritorno in Danimarca nell'estate 2015, acquisita dalle più volte campionesse di Danimarca del Fortuna Hjørring. In maglia biancoverde Møller Hansen ha conquistato tre campionati nazionali, nel 2016, 2018 e 2020, arrivando seconda dietro al Brøndby nelle altre occasioni, e due Coppe di Danimarca, nel 2016 e 2019, facendo quindi il double alla prima stagione. Nelle ultime due stagioni danesi è andata in doppia cifra entrambe le volte, sempre con 14 reti all'attivo. Con il Fortuna ha giocato anche in Women's Champions League, debuttando il 16 novembre 2016, nel ritorno degli ottavi di finale, in casa contro le italiane del Brescia, entrando al 70' della gara vinta per 3-1 e passando il turno dopo il successo per 1-0 dell'andata. Eliminata ai quarti di finale dal Manchester City con due vittorie di misura per 1-0, nelle due partecipazioni successive è uscita entrambe le volte ai sedicesimi contro la Fiorentina. L'11 settembre 2019 ha segnato il suo primo gol nella competizione, quello del definitivo 1-0 al 67' nell'andata dei sedicesimi di finale, in trasferta contro le albanesi del Vllaznia; ha realizzato poi anche una doppietta nella vittoria per 2-0 nella gara di ritorno, ma è uscita agli ottavi di finale, eliminata nettamente dalle pluricampionesse d'Europa, le francesi del Olympique Lione.
Dopo cinque stagioni al Fortuna Hjørring, nell'estate 2020 ha deciso di andare a giocare all'estero, con le italiane dell'Inter.

### Nazionale
Ha ricevuto le prime convocazioni dalla Federcalcio danese (DBU) nel 2013, ad ancora 14 anni, per l'under 16, con la quale ha disputato fino al 2014 nove gare.
Nel 2015 è passata in under 19, dove ha preso parte alle qualificazioni agli Europei di categoria di Slovacchia 2016 e Irlanda del Nord 2017, non riuscendo in nessuno dei due casi a qualificarsi alla fase finale del torneo. Ha chiuso nel 2017 con 22 presenze e 11 reti, delle quali rispettivamente 12 e 8 in gara ufficiale.
Convocata dal 2017 in under 23, già da fine dello stesso anno è stata chiamata per le prime volte in nazionale maggiore, ma per l'esordio ha dovuto aspettare il 4 marzo 2020, giorno della sfida di Algarve Cup contro la Norvegia a Parchal, persa per 2-1, nella quale è entrata al 61' al posto di Emma Snerle.

## Statistiche

### Presenze e reti nei club
Statistiche aggiornate al 4 giugno 2024.
| Stagione           | Squadra            | Campionato         | Campionato | Campionato | Coppe nazionali | Coppe nazionali | Coppe nazionali | Coppe continentali | Coppe continentali | Coppe continentali | Altre coppe | Altre coppe | Altre coppe | Totale | Totale |
| Stagione           | Squadra            | Comp               | Pres       | Reti       | Comp            | Pres            | Reti            | Comp               | Pres               | Reti               | Comp        | Pres        | Reti        | Pres   | Reti   |
| ------------------ | ------------------ | ------------------ | ---------- | ---------- | --------------- | --------------- | --------------- | ------------------ | ------------------ | ------------------ | ----------- | ----------- | ----------- | ------ | ------ |
| 2020-2021          | Inter              | A                  | 20         | 5          | CI              | 5               | 4               | -                  | -                  | -                  | -           | -           | -           | 25     | 9      |
| 2021-2022          | Real Madrid        | PD                 | 28         | 3          | CR              | 3               | 0               | UWCL               | 10                 | 3                  | SS          | 1           | 0           | 42     | 6      |
| 2022-2023          | Real Madrid        | PD                 | 21         | 4          | CR              | 3               | 0               | UWCL               | 4                  | 0                  | SS          | 1           | 0           | 29     | 4      |
| 2023-2024          | Real Madrid        | PD                 | 23         | 9          | CR              | 2               | 1               | UWCL               | 5                  | 1                  | SS          | 1           | 0           | 31     | 11     |
| 2024-2025          | Real Madrid        | PD                 | 4          | 2          | CR              | 0               | 0               | UWCL               | 3                  | 1                  | SS          | 0           | 0           | 7      | 3      |
| Totale Real Madrid | Totale Real Madrid | Totale Real Madrid | 76         | 18         |                 | 8               | 1               |                    | 22                 | 5                  |             | 3           | 0           | 109    | 24     |
| Totale carriera    | Totale carriera    | Totale carriera    | 96+        | 23+        | -               | 13+             | 5+              | -                  | 22                 | 5                  | -           | 3+          | 0+          | 134+   | 33+    |

## Palmarès

### Club
- Campionato danese: 3

Fortuna Hjørring: 2015-2016, 2017-2018, 2019-2020
- Coppa di Danimarca: 2

Fortuna Hjørring: 2015-2016, 2018-2019